# Wspólnota administracyjna Oberpöring
Wspólnota administracyjna Oberpöring – wspólnota administracyjna (niem. Verwaltungsgemeinschaft) w Niemczech, w kraju związkowym Bawaria, w rejencji Dolna Bawaria, w regionie Donau-Wald, w powiecie Deggendorf. Siedziba wspólnoty znajduje się w miejscowości Oberpöring.
Wspólnota administracyjna zrzesza trzy gminy wiejskie:
- Oberpöring, 1142 mieszkańców, 17,38 km²
- Otzing, 1981 mieszkańców, 30,44 km²
- Wallerfing, 1362 mieszkańców, 20,77 km²